# Spondyliosoma cantharus
Espèce
Répartition géographique
Statut de conservation UICN

 LC  : Préoccupation mineure
La dorade grise (Spondyliosoma cantharus) est une espèce de poissons de la famille des Sparidae, également appelé canthère, griset ou tanude.

## Synonymes
- Cantharus cantharus (Linnaeus, 1758)
- Cantharus lineatus (Montagu, 1818)
- Cantharus senegalensis (Valenciennes, 1830)
- Cantharus vulgaris (Valenciennes, 1830)
- Sparus cantharus (Linnaeus, 1758)
- Sparus lineatus (Montagu, 1818)

## Pêche

### Tailles minimum de capture

#### Mailles légales pour la France
La maille de la dorade grise, c'est-à-dire la taille légale de capture pour les pêcheurs amateurs et professionnels est de 23 cm en Manche, en Atlantique et en Mer du Nord, et n'est pas fixée pour la Méditerranée.
Ces tailles minimum légales sont fixées en France par l'arrêté du 16 juillet 2009 déterminant la taille minimale ou le poids minimal de capture et de débarquement des poissons et autres organismes marins ainsi que par de nombreux textes de référence édictés par la Communauté européenne.

#### Mailles biologiques
La maille biologique, c'est-à-dire la taille à laquelle 100 % des dorades grises se sont reproduites est de 25 cm pour la Manche, l'Atlantique et la mer du Nord et de 23 cm pour la Méditerranée.